# Lengyelszállás
Lengyelszállás (ukránul: Лісковець) település Ukrajnában, Kárpátalján, a Huszti járásban.

## Fekvése
Ökörmezőtől északnyugatra, Alsóhidegpatak keleti szomszédjában fekvő település.

## Története
Lengyelszállás nevét 1614-ben említette először oklevél Lyahowecz, majd Jakovecz néven, 1720-ban Lyakovecz, 1910-ben Lengyelszállás néven írták.
A kenézi telepítésű, lengyel határ közelében, a Verhovinán fekvő jobbágyfalut a 16. század végén Lipcsei András Galíciából származó ruszinokkal telepítette be.
1910-ben 527 lakosából 5 magyar, 18 német, 504 román volt, melyből 509 görögkatolikus, 18 izraelita volt.
A trianoni békeszerződés előtt Máramaros vármegye Ökörmezői járásához tartozott.